# Братчун, Григорий Александрович
Григорий Александрович Братчун (24 августа 1928, Радаловка, Кременчугский округ — 24 июля 2017) — советский и украинский хозяйственный, государственный и политический деятель.

## Биография
Родился в 1928 году в селе Радаловка (ныне Полтавской области) Украинской ССР.
В 1952—1971 годах — участник строительства специальных объектов: начальник смены, начальник участка, начальник производственно-распределительного отдела управления строительства, заместитель начальника, главный инженер под Красноярском (Красноярск-26);
В 1971—2000 годах — начальник Управления строительства и председатель правления ОАО «Харьковметрострой».
Под его руководством были построены и введены в эксплуатацию 26 станций метрополитена Холодногорско-заводской, Салтовской и первой очереди Алексеевской линий метрополитена.
Умер 24 июля 2017 года после продолжительной болезни.

## Награды
Награждён двумя орденами Ленина, орденами Октябрьской революции, Трудового Красного Знамени, орденом «Знак Почёта», ему присвоены почетные звания «Заслуженный строитель Украины», «Почётный транспортный строитель», «Почётный железнодорожник». Почётный житель города Харькова.